# Dan Tichon

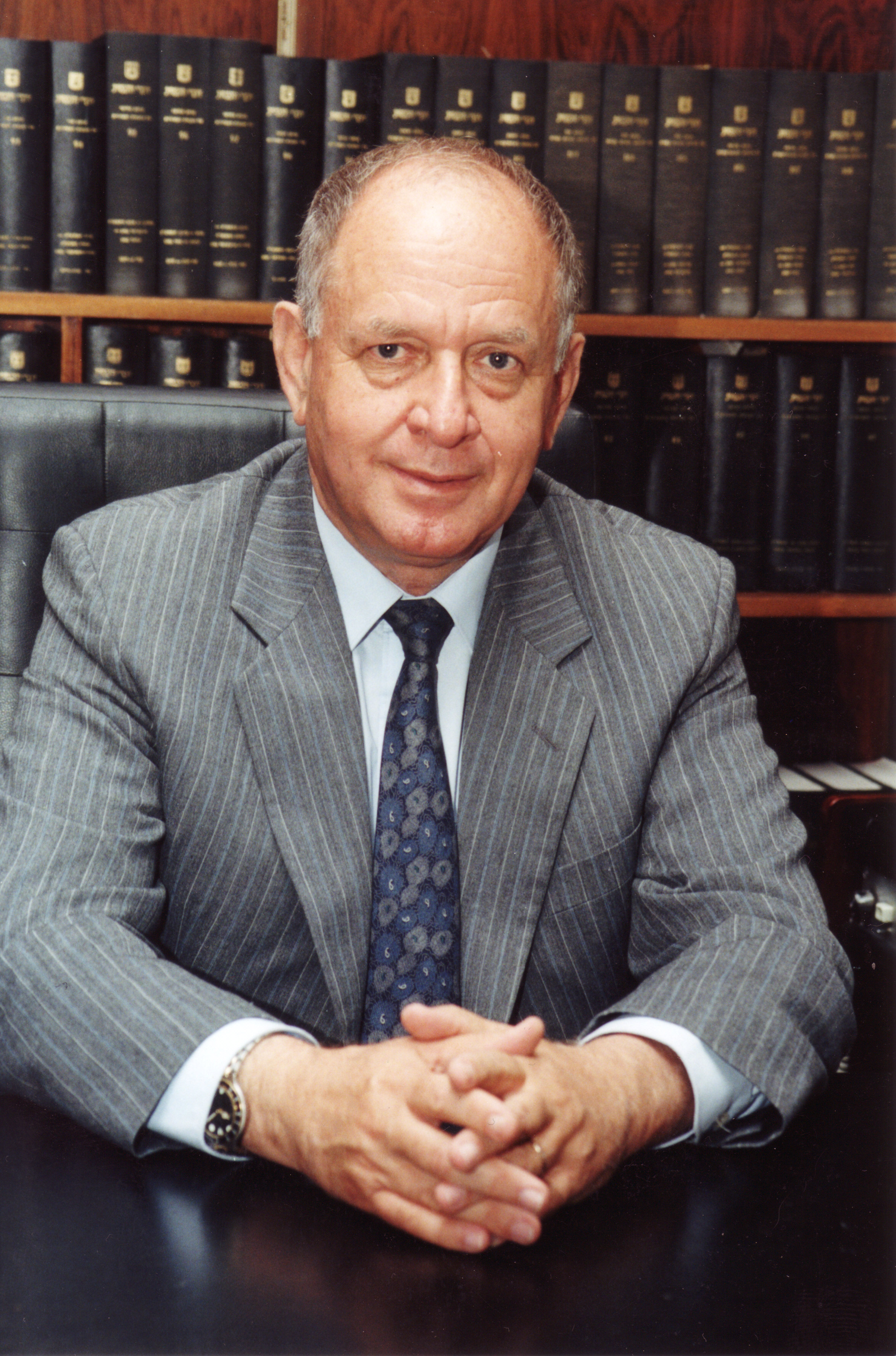
Dan Tichon (1996)

Dan Tichon (hebräisch דן תיכון‎, * 5. Januar 1937 in Kiryat Haim, Haifa, Völkerbundsmandat für Palästina; † 30. September 2024 in Nescher, Israel) war ein israelischer Politiker des Likud. Er war von 1981 bis 1999 Abgeordneter der Knesset, seit 1996 ihr Präsident.
Nach dem Schulbesuch studierte Tichon Wirtschaftswissenschaft und Internationale Beziehungen an der Hebräischen Universität Jerusalem und schloss dieses Studium mit einem Bachelor of Arts (B.A.) ab. Im Anschluss leistete er seinen Militärdienst in der Golani-Brigade, der auch als Brigade No. 1 bekannte Großverband der israelischen Streitkräfte, und wurde zuletzt zum Sergeant Major befördert. Danach begann er 1970 seine berufliche Laufbahn als Berater für Entwicklungsregionen, Handel und Kleinindustrie im Ministerium für Handel und Industrie und war dort bis 1974 tätig. Daneben war er von 1971 bis 1981 Vorstandsvorsitzender des Bauunternehmens Shikun Upituach, deren Generaldirektor er zusätzlich 1977 wurde, und veröffentlichte darüber hinaus Fachaufsätze zu wirtschaftlichen Themen.
Am 20. Juli 1981 wurde Dan Tichon erstmals in die Knesset gewählt. Von 1981 bis 1984 leitete er den Unterausschuss für die Aufsicht über die Gewerkschaften. Von August 1984 bis Juli 1992 wirkte er als stellvertretender Parlamentspräsident. Anschließend war er von Juli 1992 bis Juni 1996 Vorsitzender des Ausschusses für Staatskontrolle. Darüber hinaus saß Tichon von Juli 1992 bis Juni 1999 der israelisch-deutschen Parlamentariergruppe vor. Schließlich bekleidete Tichon vom 17. Juni 1996 bis zum 7. Juni 1999 den Posten des Parlamentspräsidenten. In der Knesset-Wahl 1999 verlor er seinen Abgeordnetensitz.
2010 übernahm Tichon den Vorsitz der Task Force für Internationale Kooperation bei Holocaust-Bildung, Gedenken und Forschung (ITF) mit Sitz in Berlin.